# Damian Zbozień
Damian Zbozień, né le 25 avril 1989 à Limanowa, est un footballeur polonais. Il évolue au poste d'arrière droit avec le clubb d'Arka Gdynia.

## Biographie
Damian Zbozień joue en Pologne et en Russie.
Il joue deux matchs en Ligue Europa lors de la saison 2013-2014 avec le club du Piast Gliwice.

## Palmarès
- Vainqueur de la Supercoupe de Pologne en 2017 avec l'Arka Gdynia